# Підволочиськ
Підволочи́ськ — селище в Тернопільській області. До липня 2020 року — адміністративний центр Підволочиського району. З липня 2020 року входить до Тернопільського району. Розташоване на правому березі річки Збруч, навпроти міста Волочиська Хмельницької області.
Від вересня 2015 року — центр Підволочиської селищної громади. Відстань до Тернополя — 37 км.
До Підволочиська приєднано село Заднишівка; хутір Княжина виведений з облікових даних у зв'язку з переселенням жителів.
Залізнична станція на лінії Жмеринка — Хмельницький — Тернопіль — Львів. Через Підволочиськ пролягають автошляхи E50 (М12) Стрий — Тернопіль — Кропивницький — Знам'янка, Т 2005 Підволочиськ — Волочиськ, Т 2010 Збараж — Підволочиськ.
Населення — 7985 осіб (2017).
Поблизу містечка є пам'ятка природи — Підволочиське джерело, а також Підволочиський заказник.

## Історія
Через цю місцевість здавна проходив торговий шлях (згодом — Кучманський шлях), що перетинав р. Збруч; тут на обох берегах виникло два поселення з однаковою назвою — Волочиська (pol. Wołoczyska). Перша писемна згадка про одне з них, розташованого на правому березі річки, — в акті від 9 липня 1463 про поділ «Отчини своєї», коли воно перейшло до князя В. Збаразького.
Територія Підволочиська і навколо нього була заселена в епоху трипільської та черняхівської культур, про що свідчать археологічні пам'ятки.
Найпоширеніша думка, що назва містечка походить від слова «волочити», через р. Збруч «волочили» (переправляли) вантажі на протилежний берег; інша версія — від слова «волока», що пов'язане з одиницею земельної міри, яка мала 30 морґів (бл. 17 га); також вважають, що давньоукраїнське слово «волочище» означає низинне заболочене місце.
Від 2-ї половини XV до кінця XVII ст. містечко зазнало набігів татарських орд.
Від травня 1518 Підволочиськ належав Костянтину Острозькому, 1583 — князеві В. Збаразькому, 1631 — власники — князі Вишневецькі, після 1744 — шляхтичі Мошинські. 1667 за сепаратним Андрусівським перемир'ям П. залишився у Речі Посполитій. З того часу в Підволочиську збільшується кількість єврейського населення. У той час містечко було пунктом для подорожі закордон, наприклад, до США, країн Європи. Багато людей залишилося у Підволочиську на постійне проживання.
У 1553 р. згаданий замок.
У середині 18 ст. поселення на правому березі р. Збруч назвали Підволочиськом, на лівому березі — Волочиськом. У 1772 році внаслідок першого поділу Речі посполитої Підволочиськ відійшов до монархії Габсбургів. 1775 Підволочиськ отримав привілей на св. Трійцю влаштовувати ярмарок тривалістю 6 днів. 1786 прокладено шосейну дорогу між Тернополем і Підволочиськом.
Наприкінці 18 ст. містечко під назвою Унтерволочиськ австрійська адміністрація записала до Староміщинської волості Тернопільського округу. У 1810 році Підволочиськ захопили російські окупанти, місто — у складі Тернопільського краю. Окупантів вигнали у 1815 році, місто знову у складі Австрійської імперії. У 1857 році йому надали статус містечка у Скалатському повіті.
1869—1881 споруджена залізниця Львів — Тернопіль — Підволочиськ. У той час війтом Підволочиська був Загородний Максим Теодорович. Він також запровадив будову залізниці до свого села. Після закінчення будівництва, село і залізничну станцію назвали на його честь — Максимівкою. Станцію було відкрито 4 листопада 1871 року, одночасно із відкриттям руху на всій лінії Тернопіль — Підволочиськ. Сучасна назва станції — Максимівка-Тернопільська вживається після 1950-х років, є вантажно-пасажирською проміжною залізничною станцією Тернопільської дирекції залізничних перевезень Львівської залізниці. Тоді у містечку працювали 2 фабрики, 2 цегельні, пекарня, відбувалося 2 річних ярмарки. 1885 в Підволочиську гастролював театр І. Біберовича.
Єврейська громада смт. Підволочиськ стрімко розвивалася. Бургомістрами в містечку з кінця 50-их років ХІХ ст. до 1913 року обиралися саме євреї. У 1914 р. збудували та освятили місцеву синагогу (тепер на цьому місці знаходиться консервний завод).
Від серпня 1914 до лютого 1918 Підволочиськ окупувала російська армія, від листопада 1918 до липня 1919 належало до ЗУНР. 20-21 листопада 1920 у Підволочиськ перейшла з Великої України більша частина Армії УНР, яку інтернували поляки.
Протягом 1920—1939 рр. містечко належало до Польщі. Діяли «Просвіта», «Сокіл», «Луг», «Сільський господар», «Союз українок», «Рідна школа» та інші товариства, кооперативи.
17 вересня 1939 територію зайняла Червона армія, на мітингу виступив Микита Хрущов.
Від січня 1940 Підволочиськ — смт, центр району. Від 5 липня 1941 до 21 березня 1944 — під німецькою окупацією. 29 червня 1943 тут відбувся масовий розстріл євреїв. На вул. Давида (нині — Михайла Грушевського) було створено місцеве ґетто. Людей розподіляли туди згідно із фізичними ознаками. Тих, хто з тих чи інших причин не міг працювати, відправляли у табори смерті, зокрема у Белжец. Усього за період Другої Світової війни на території Тернопільщини було знищено 132 тисячі євреїв. У липні 1943 поблизу Підволочиська проходило партизанське з'єднання під командуванням Сидора Ковпака.

## Населення

### Мова
Розподіл населення за рідною мовою за даними перепису 2001 року:
| Мова            | Кількість | Відсоток |
| --------------- | --------- | -------- |
| українська      | 7883      | 98.82%   |
| російська       | 70        | 0.88%    |
| білоруська      | 8         | 0.10%    |
| польська        | 7         | 0.09%    |
| циганська       | 4         | 0.05%    |
| грецька         | 1         | 0.01%    |
| єврейська       | 1         | 0.01%    |
| інші/не вказали | 3         | 0.04%    |
| Усього          | 7977      | 100%     |

## Освіта

### Школи
- Загальноосвітня школа № 1
- Гімназія ім. Івана Франка

### Ліцеї
- Підволочиський професійний будівельний ліцей

### Станція Юних Техніків
На базі підволочиської СЮТ діють кілька гуртків :
- Спортивного радіопеленгування (кер. Баранецький Станіслав Іванович)
- Авіамоделювання (кер. Круковський Євген Іванович)
- Радіоконструювання (кер. Баранецький Станіслав Іванович)
- Картинґу

Гуртківці неодноразово ставали призерами та переможцями всеукраїнських конкурсів

### Інше
- Музична школа
- Будинок школярів
- Художня школа

## Релігія
- Церква Пресвятої Трійці (1863, мурована, УГКЦ),
- Церква Успіння Пресвятої Богородиці (2010, мурована, ПЦУ),
- Церква Успіння Пресвятої Богородиці (1998, мурована, УГКЦ, с. Заднишівка),
- Свято-Троїцький собор (1993—2008, арх. М. Білик),
- Костел Святої Софії,
- Молитовні будинки релігійних громад ХВЄ та АСД,
- Каплиця.

## Пам'ятки

Пам'ятник Тарасові Шевченку

Збереглися споруда ратуші, частина синагоги, вілли Громницьких та Григоращуків, частково — колишній християнський та юдейський цвинтарі.
Споруджено меморіальний монумент Перемоги (1974, скульптор В. Бець), пам'ятники Т. Шевченку (1992), жертвам більшовицького режиму (2002), монумент на честь проголошення незалежності України («Янгол-Охоронець»; 2001, скульптор Роман Вільгушинський), погруддя Степана Бандери (2006), насипано символічну могилу Борцям за волю України; на цвинтарі у с. Заднишівка збереглися поховання вояків УГА (групи «Підволочиськ» отамана Алоїза Ляєра, загинули у червні-липні 1919).

### Пам'ятник Тарасові Шевченку
Пам'ятка монументального мистецтва місцевого значення. Розташований на вулиці Шевченка, біля музичної школи.
Встановлений 1966 р. Масове виробництво.
Погруддя — бетон, постамент — камінь.
Погруддя — 1,2 м, постамент — 1,5 м.

### Скульптура «Ангел-хоронитель»
Щойновиявлена пам'ятка монументального мистецтва. Розташована на вулиці Д. Галицького, 80, біля колишньої РДА.
Скульптор — Роман Вільгушинський, архітектор — Анатолій Водоп'янов. Виготовлена із бетону та граніту (2001 р.)
Скульптура — 5 м, площа — 0,0020 га.

## Культура
Діють 2 бібліотеки, центральна районна лікарня, поліклініка, районний Будинок культури, та кінотеатр.
У селищі виходить районна газета «Гомін волі» та газета рекламних оголошень «РІГ».
При районному будинку культури працює народний аматорський театр ім. Л. Курбаса, зразковий дитячий театр «Дюймовочка» та танцювальний колектив «Барви». У наш час[коли?] у репертуарі театру ім. Л.Курбаса вистави за М. Старицьким «По модньому», І. Тендетникова «Хто сміється, тому не минеться», І. Нечуя-Левицького «Кайдашева сім'я», А. Крим «Фіктивний шлюб». Актори-аматори театру ім. Л. Курбаса: Сергій та Галина Копотілови, Олег Процанін, Андрій Твердий, Віра Лозинська, Наталія Козачок, Михайло Литвинів, Ганна Занько. Режисер-постановник — Олександра Промович. У репертуарі зразкового дит. театру вистави-казки сучасних письменників та постановки за народними українськими казками. У наш час[коли?] вистава «Гоголівські замальовки» (за тв. М. Гоголя) користується в районі великою популярністю.
Підволочиський зразковий дитячий аматорський театр «Дюймовочка» гастролює по території всієї області. Актори та режисерка Віра Лозинська торкаються складних соціальних тем. Зокрема, п'єса «Межа» змальовує булінг поміж підлітків, алкоголізм вдома, депресивний стан і бажання здійснити самогубство. До Дня працівників культури і аматорів народного мистецтва розповіли, що мають багато амбіцій та намір підкорювати сцени інших областей України.
У селі Чернилівка Підволочиського району аматори працівники культури створили фольклорний гурт «Бабоньки вперед». Колишній керівник Володимир Овчінкін започаткував читання жартів на вечірніх концертах.

## Спорт
У містечку є стадіон «Колос», відкритий у 1962 р., реконструйований у 2011 році, вміщує 4000 глядачів. При реконструкції встановлено пластикові сидіння, діє електронне кольорове табло. На стадіоні футбольні зустрічі проводить команда «Агро-Збруч», що грає у першості області та команди, які грають на першість району (в тому числі дитячі). Діє дитячо-юнацька спортивна школа.

## Природоохоронні території
- Підволочиський орнітологічний заказник
- Підволочиське джерело

## Некрополі
На міському кладовищі є могила Героя Радянського Союзу В. І. Осипова. Надмогильний пам'ятник — постамент з бюстом Осипова.
Також на міському кладовищі є меморіальний комплекс на честь радянських воїнів, що загинули у Другій світовій війні, — стела, на якій вмонтовано плити із прізвищами жителів району, що загинули під час війни. Зліва на майданчику — поховання радянських воїнів.

## Промисловість
Працюють хлібопекарня і млин ТОВ «Надзбруччя Хліб», функціонує елеватор ТОВ «Україна», ВАТ «Агро» (маслозавод), ВАТ «Фабрика пластмасових виробів», друкарня ПрАТ «Поліграфіст», консервний завод, нафтобаза, переробки м'яс. продукції, хлібопекарня, цегельний завод, торгові заклади.

## Відомі люди

### Народилися
- Єфим Александров, (Юхим Зіцерман). Заслужений артист Росії, Лауреат Російської національної премії «Людина року», Лауреат премії Ізраїльського телебачення «Золота дев'ятка»,
- вчений-лікар, педагог, директор Чортківського державного медичного коледжу Любомир Білик,
- педагог, письменниця Лідія Винничук,
- Водолазський Руслан (1984—2022) — український військовослужбовець, старший солдат Збройних сил України, учасник російсько-української війни[12].
- громадсько-політичний діяч Лев Ганкевич,
- музикант, композитор Павло Гуменюк,
- радянський розвідник Самуїл Ґінзбург[13],
- продюсер Олександр Достман,
- Ісраель Ельдад (1910—1996) — один із керівників руху опору Лехі, публіцист, історик, філософ.
- мікробіолог Андрій Зварун,
- письменник, літературознавець Герман Кестен,
- радянський розвідник Вальтер Кривицький,
- художники Іван Кучмак, Людовік Ліллє,
- військовий діяч Осип Масловський,
- Остапів Юрій (1998—2024) — український військовик, учасник російсько-української війни[14].
- Промович Віталій Ігорович (1990—2022) — український військовослужбовець, бойовий медик десантно-штурмового батальйону 79 ОДШБр Збройних сил України, учасник російсько-української війни,
- актор, народний артист України Ігор Сачко,
- правник З. Скородень,
- громадський діяч Людмила Стадницька,
- господарник, громадський діяч Б. Турчин;
- Черніченко Олександр Анатолійович (1968—2015) — капітан Збройних сил України, учасник російсько-української війни[15].

### Проживали
- театральний режисер Петро Гордійчук,
- правники Володимир Вергановський і А. Пашук,
- громадсько-політичний діяч Андрій Жуковський,
- художник І. Шиндерей.

### Перебували, працювали
- війт смт. Підволочиськ, Загородний Максим Теодорович
- державні та громадсько-політичні діячі Іван Богун, Володимир Винниченко, Михайло Грушевський, Дмитро Дорошенко, Симон Петлюра, Євген Петрушевич, Юзеф Пілсудський, Павло Скоропадський, Богдан Хмельницький, Франц Йосиф I, Петро Йосипишин (у листопаді 1920 р.),
- кінорежисер, письменник Олександр Довженко,
- письменники Олександр Кониський, Михайло Коцюбинський, Андрій Малишко, Іван Франко (від 1883),
- композитор Микола Лисенко,
- командант УГА Мирон Тарнавський
- командант міста Степан Шухевич,
- дипломат і військовик Еріх Ляссота фон Стеблау,
- релігійний діяч, патріарх УАПЦ Мстислав;

Похований Герой Радянського Союзу Василь Осипов.
Влітку 1903 у Підволочиську за спробу провезти заборонену літературу були затримані Дмитро Антонович і Володимир Винниченко. Звільнені після сплати штрафу.

### Почесні громадяни
- Михайло Цимбалюк[17]

## Галерея

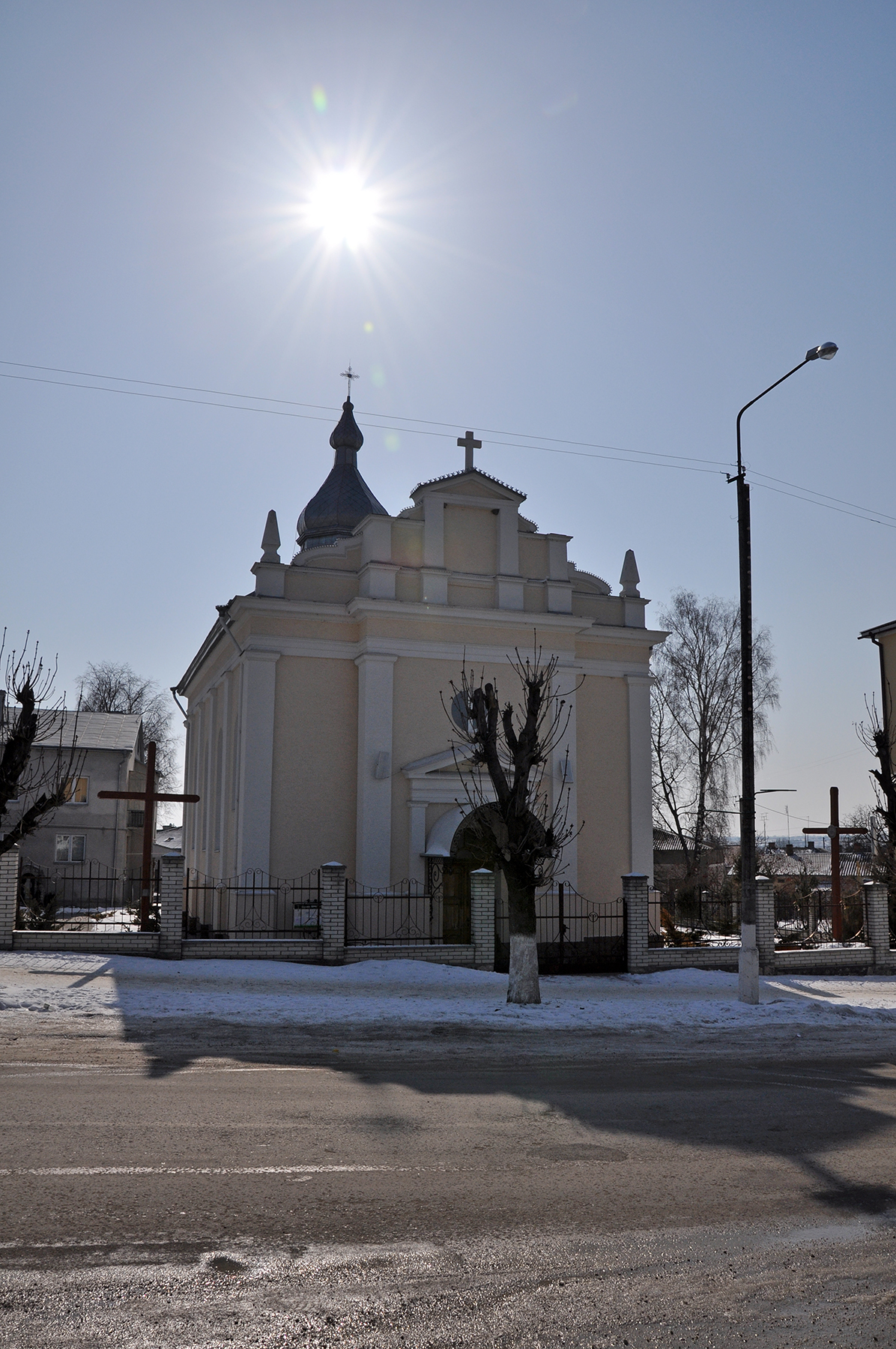
Церква Святої Трійці (1883 р.)
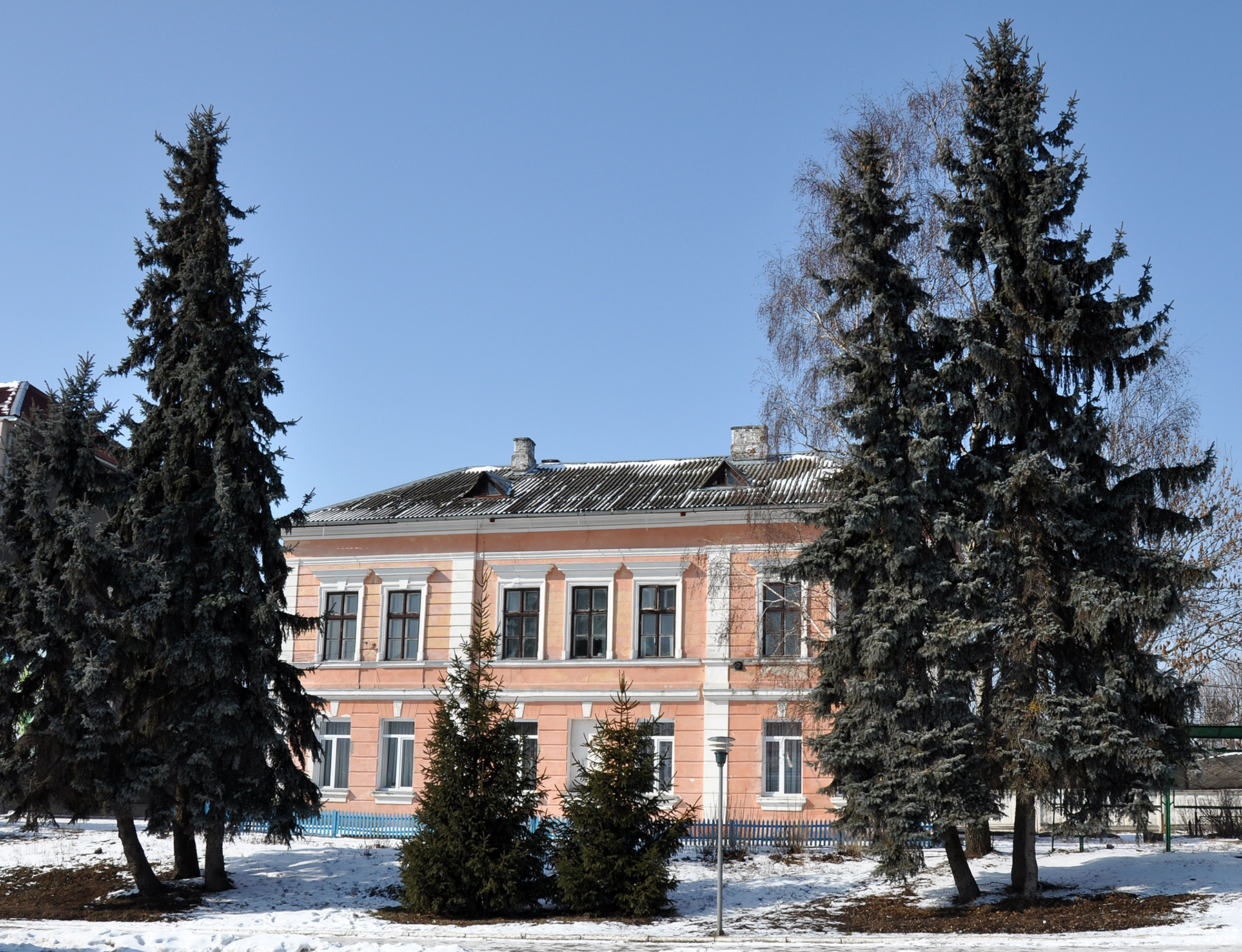
Будинок (поч. XX ст.), вул. Д. Галицького, 35
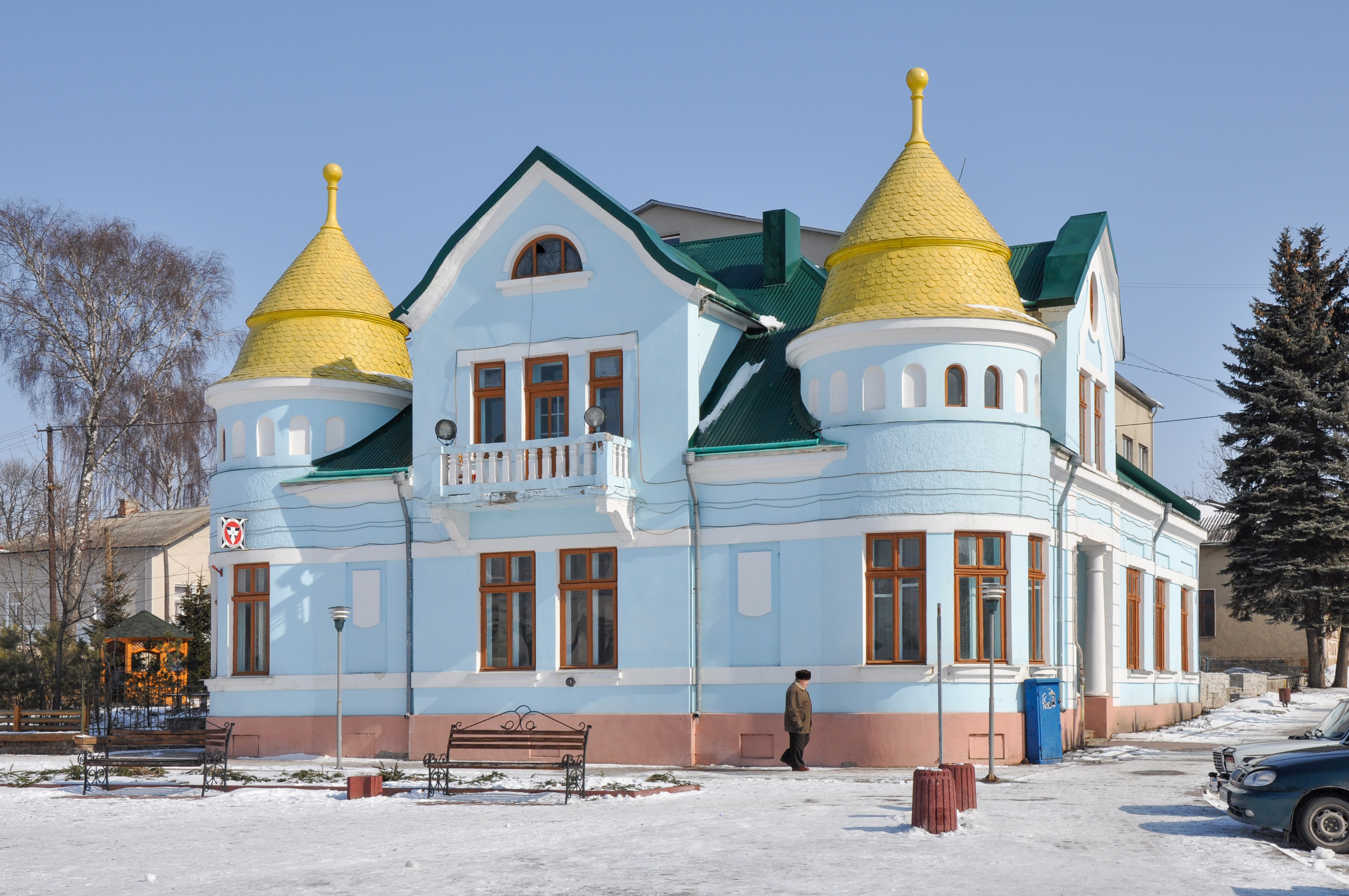
Вілла Громницьких. Сьогодні у будівлі розташовується районний музей (поч ХХ ст.)
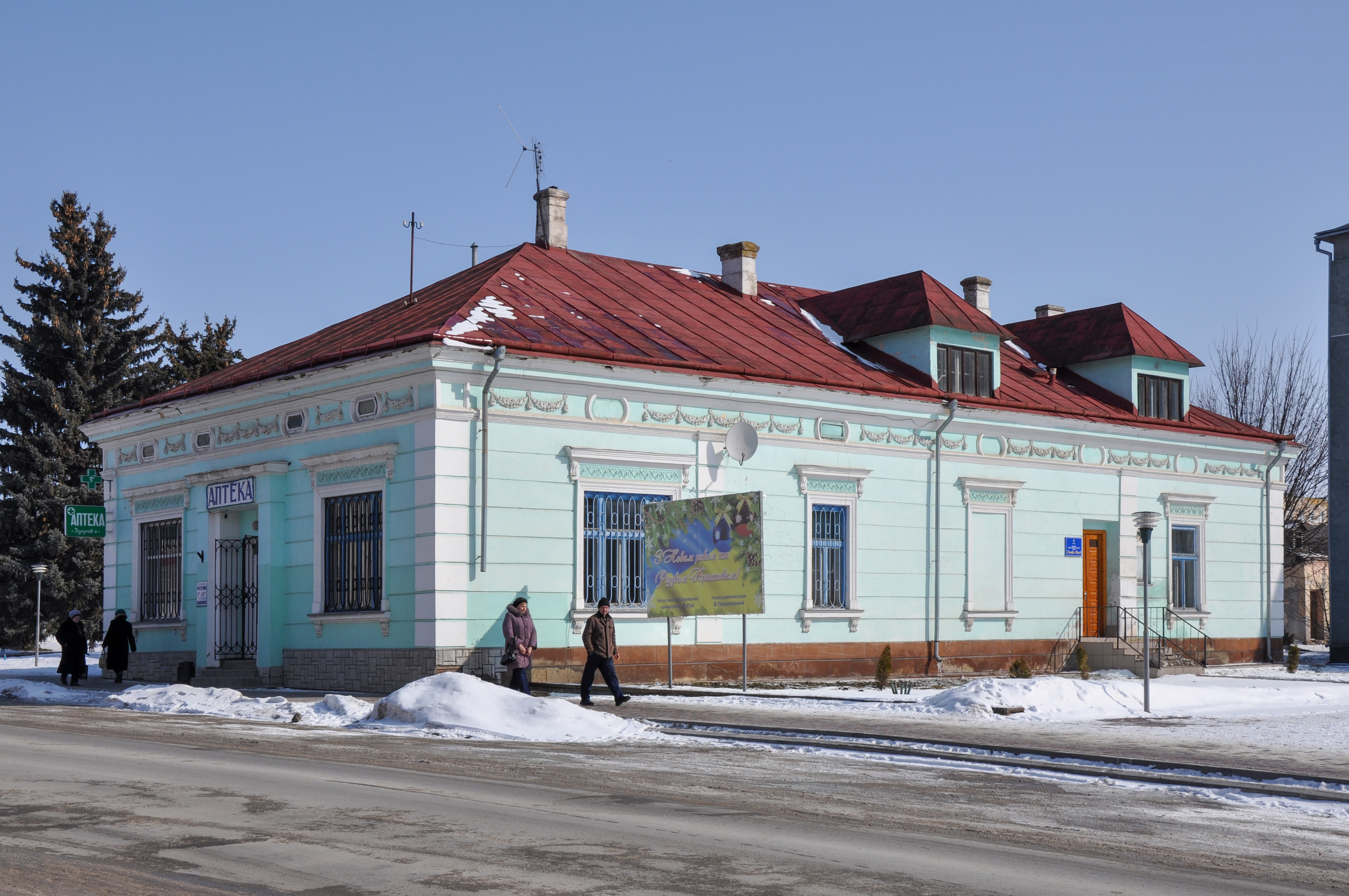
Будинок аптеки Вайбера-Цвіллінґа (поч. XX ст.), вул. Д. Галицького, 82. Сьогодні в будинку розташовані м'ясний магазин, редакція газети «Гомін волі» та Станція юного техніка.
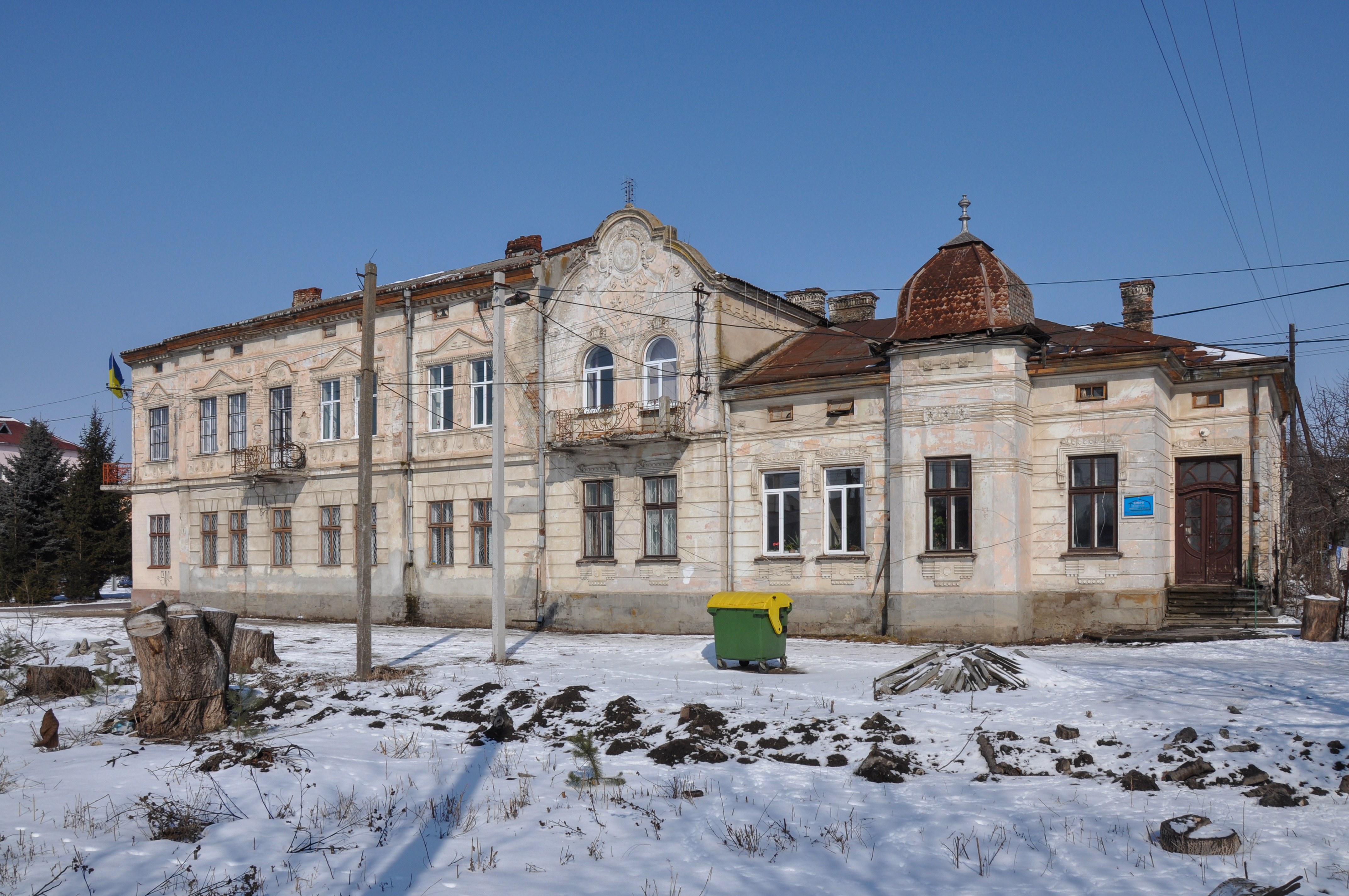
Будівля районного суду, раніше — готель «Одеса» (1906 р.)
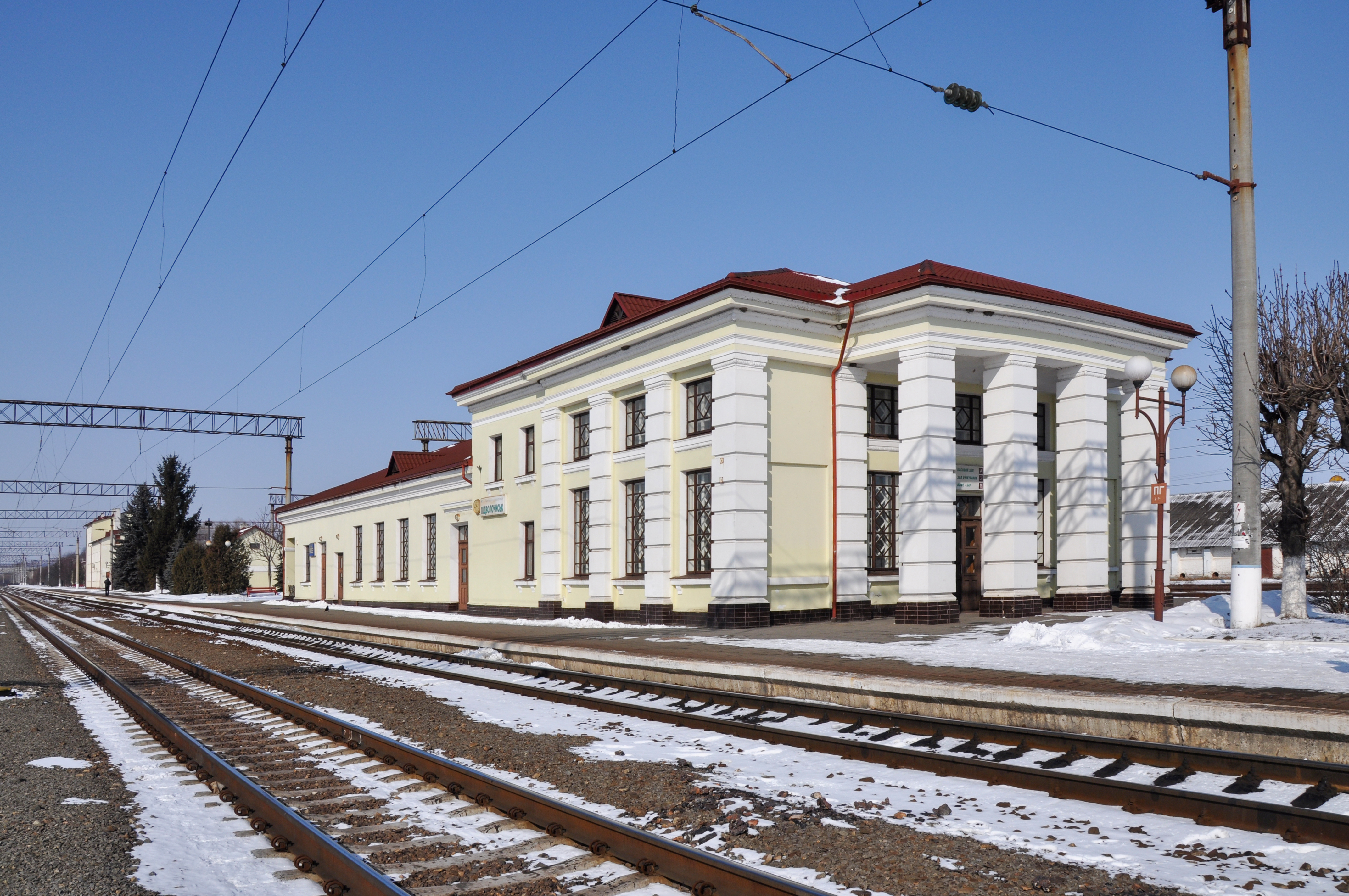
Залізничний вокзал (1953 р.)
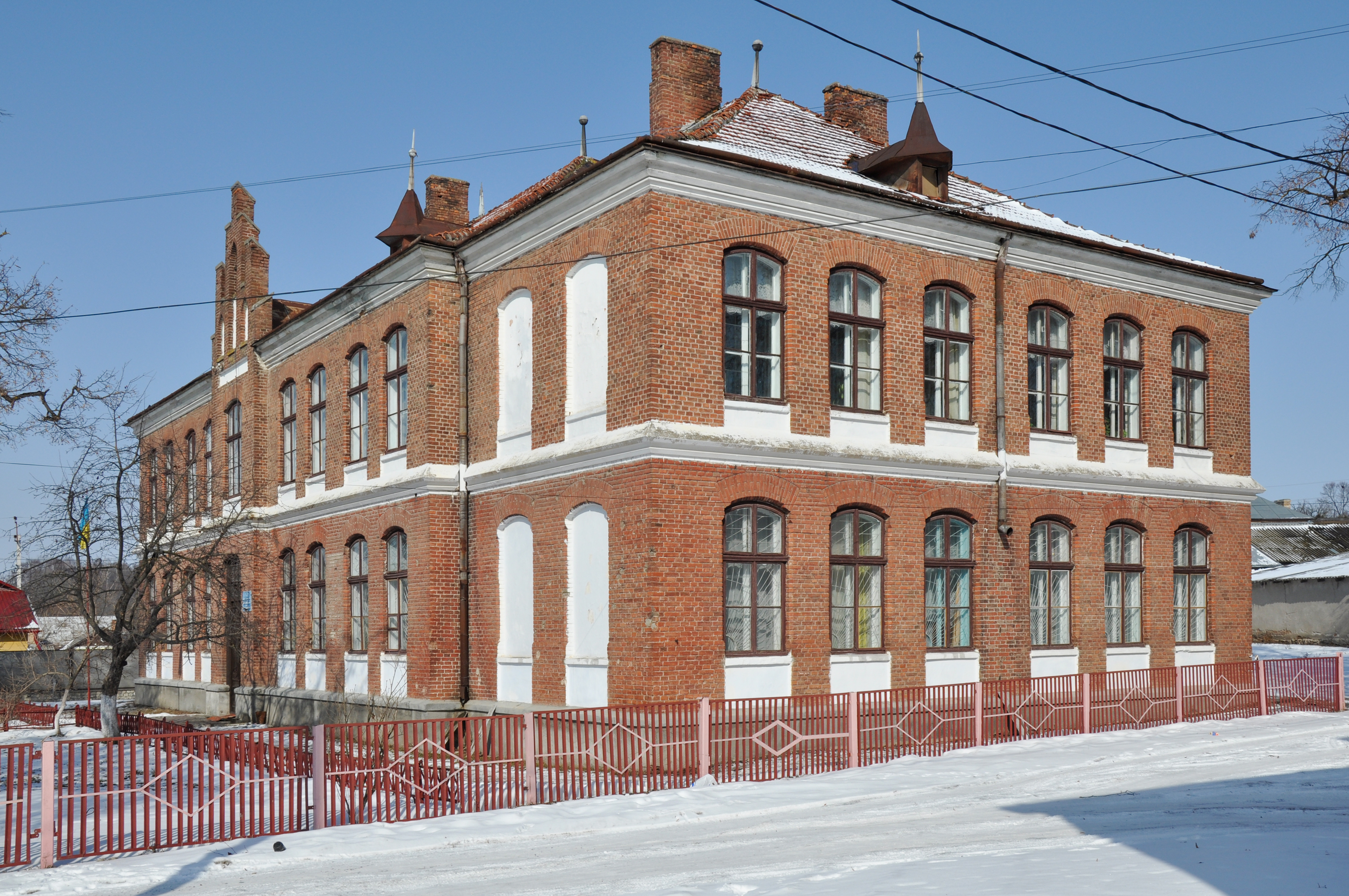
Колишній будинок австрійського магістрату (1908 р.). Сьогодні — районний будинок школярів.
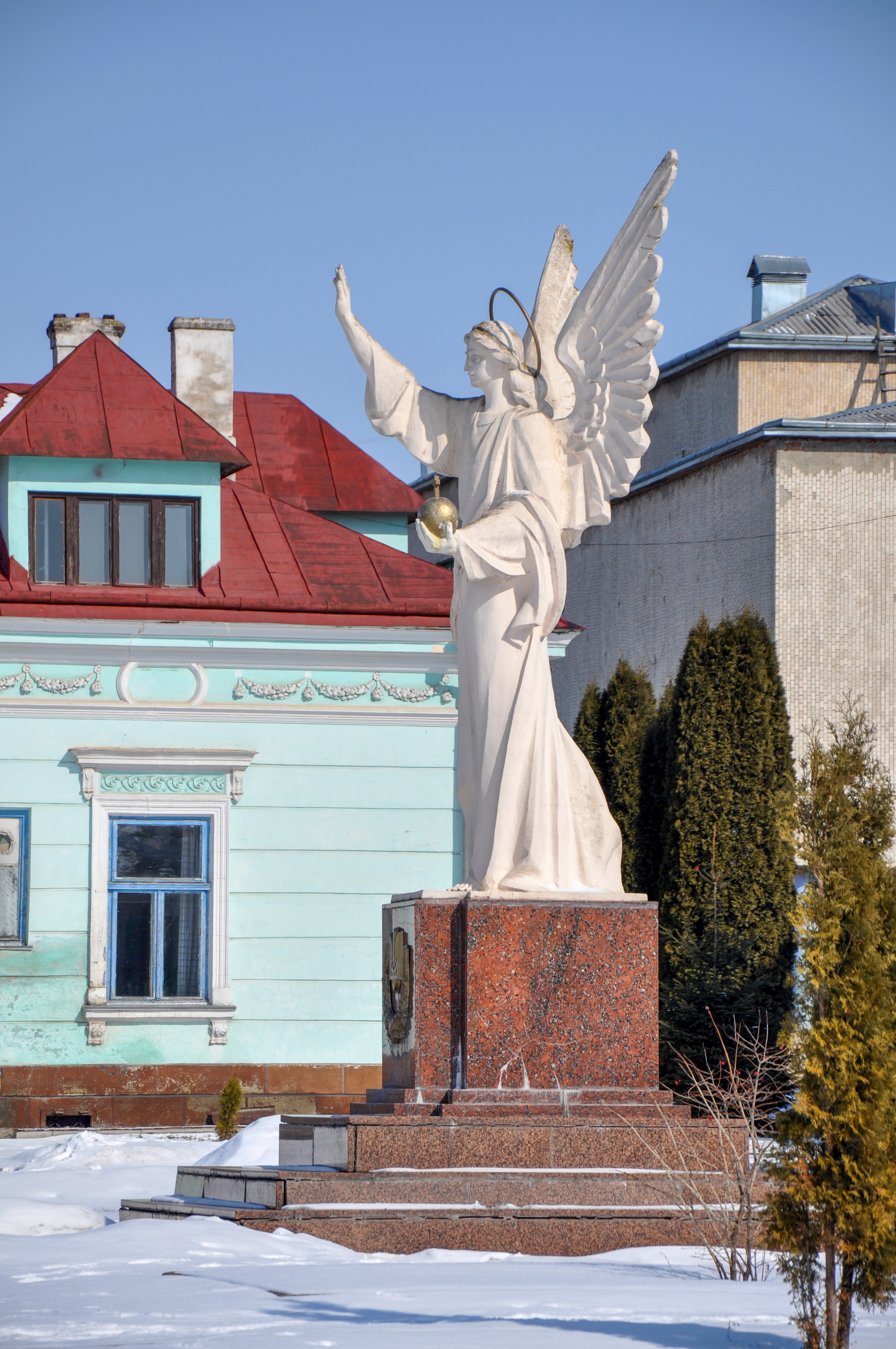
Скульптура «Янгол-охоронець» (2001 р.)
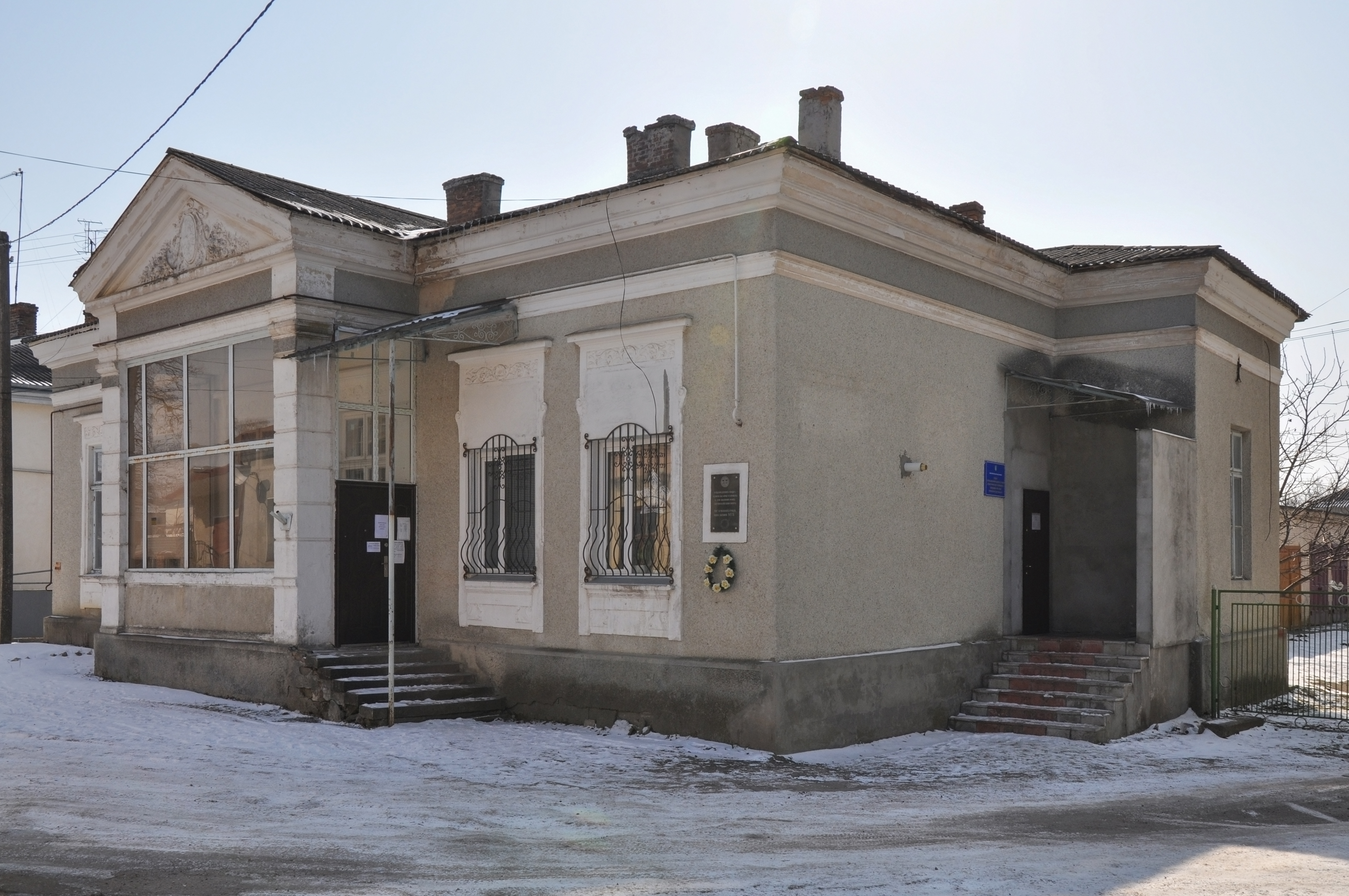
Вілла, в якій у 1944-1953 рр. була катівня МДБ
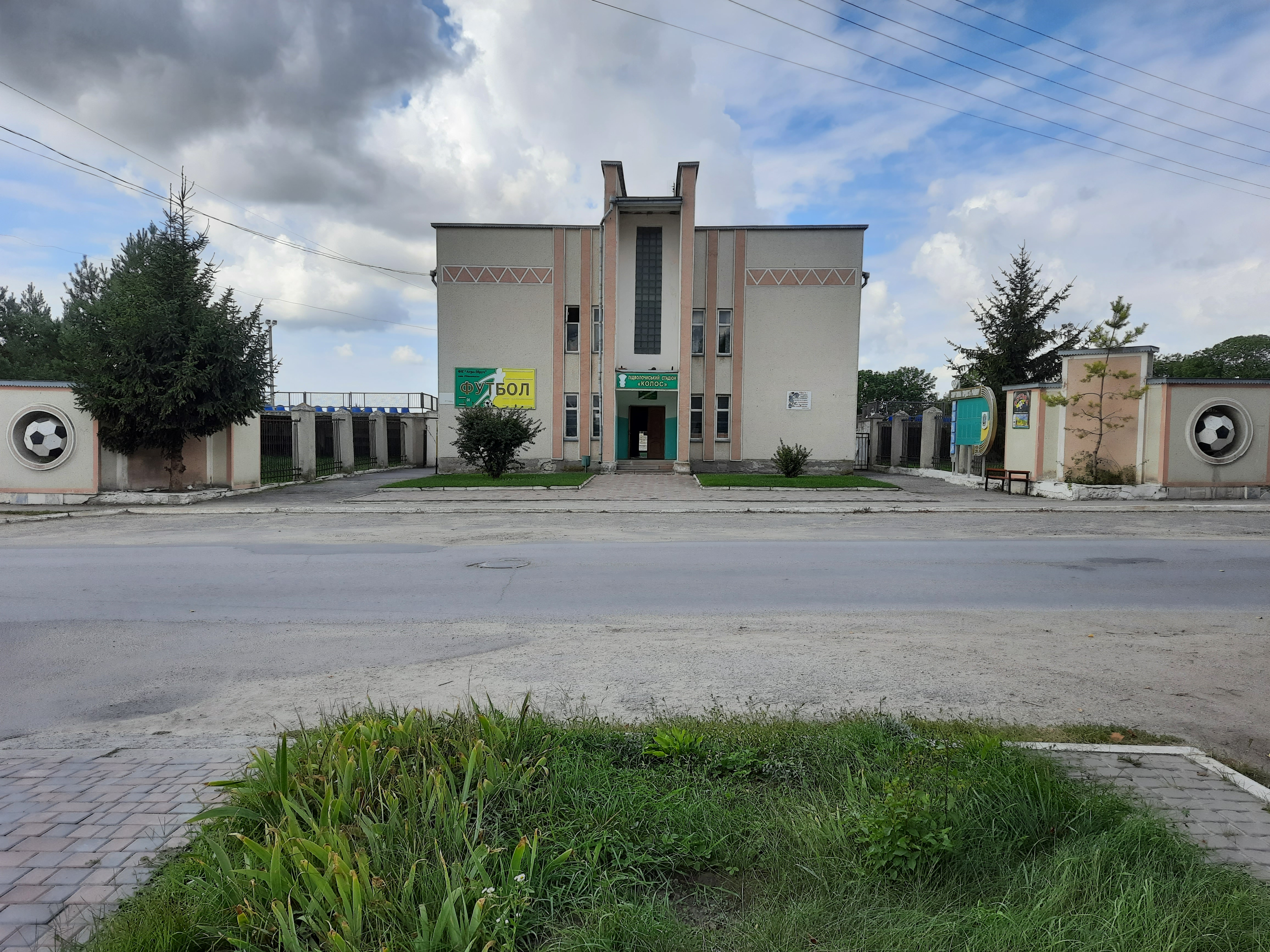
Стадіон

## Виноски
1. ↑  https://pidvoltg.gov.ua/pro-nashu-gromadu-15-39-31-12-07-2023/
2. 1 2 3  «Тут земля, а в ній глибока рана…» - як Голокост змінив Тернопільщину - iternopolyanyn.com. iternopolyanyn.com (укр.). Процитовано 9 листопада 2020.
3. ↑  Підволочиськ // Терен.
4. ↑  Рідні мови в об'єднаних територіальних громадах України — Український центр суспільних даних
5. ↑  Архівована копія. Архів оригіналу за 15 листопада 2017. Процитовано 14 листопада 2017.{{cite web}}:  Обслуговування CS1: Сторінки з текстом «archived copy» як значення параметру title (посилання)
6. ↑  Архівована копія. Архів оригіналу за 15 листопада 2017. Процитовано 14 листопада 2017.{{cite web}}:  Обслуговування CS1: Сторінки з текстом «archived copy» як значення параметру title (посилання)
7. ↑   У камені, бронзі, граніті (ілюстрований альманах). — Тернопіль: ТзОВ «Терно-граф», 2014. — С. 82. : іл. — ISBN 978-966-457-202-3
8. ↑  Рішення виконкому Тернопільської обласної ради від 22 березня 1971 року № 147.
9. ↑  Наказ управління культури Тернопільської ОДА від 27 січня 2010 року № 16.
10. ↑  Навіщо Тернопільщині потрібна культура? Думки митців-аматорів області - iternopolyanyn.com. iternopolyanyn.com (укр.). Процитовано 14 листопада 2020.
11. ↑  БОДНАР, ТЕТЯНА (2019). Проблеми застосування норм Цивільного кодексу України та інших нормативно-правових актів до регулювання сімейних відносин. Право України. № 2019/02. с. 119. doi:10.33498/louu-2019-02-119. ISSN 2310-323X. Процитовано 14 листопада 2020.
12. ↑  Пішов на війну з усмішкою, аби звільняти містечка і людей. Прощаються з Русланом Водолазським - 20 хвилин. te.20minut.ua (укр.). Процитовано 23 грудня 2022.
13. ↑  Ю. Мокрій. Ґінзбург Самуїл // Тернопільський енциклопедичний словник : у 4 т. / редкол.: Г. Яворський та ін. — Тернопіль : Видавничо-поліграфічний комбінат «Збруч», 2008. — Т. 3 : П — Я. — 708 с. — ISBN 978-966-528-279-2. — С. 450.
14. ↑  Тернопільщина втратила захисника Юрія Остапіва. ПОГЛЯД (укр.). 2 липня 2024. Процитовано 16 липня 2024.
15. ↑  Черніченко Олександр Анатолійович - Книга пам'яті загиблих. memorybook.org.ua. Процитовано 16 липня 2024.
16. ↑  П. Гуцал. Антонович Дмитро Володимирович // Тернопільський енциклопедичний словник : у 4 т. / редкол.: Г. Яворський та ін. — Тернопіль : Видавничо-поліграфічний комбінат «Збруч», 2004. — Т. 1 : А — Й. — С. 46. — ISBN 966-528-197-6.
17. ↑  Іван Фаріон (розмовляв). «Хочу залишити після себе добрий слід. А не наслідити…» // Високий замок. — № 137 (5393). — 10-16 гру.- 2015. — С. 6.